# دارکوب خال‌نخودی
دارکوب خال‌نخودی (نام علمی: Pardipicus nivosus) گونه‌ای از پرندگان خانواده دارکوبان (Picidae) و بومی بخش‌های گسترده‌ای از مناطق گرمسیری آفریقای مرکزی است. گستره بسیار پهناوری دارد و گونه‌ای نامعمول است و اتحادیه بین‌المللی حفاظت از طبیعت وضعیت حفاظتی آن را به عنوان " کمترین نگرانی " ارزیابی کرده است.